# Demi-sœurs (film)
Pour les articles homonymes, voir Demi-sœur (homonymie).
Pour plus de détails, voir Fiche technique et Distribution.
Demi-sœurs est une comédie française réalisée par Saphia Azzeddine et François-Régis Jeanne, sortie en 2018.

## Synopsis
Lauren, ravissante it girl de 29 ans, tente de percer dans le milieu de la mode en écumant les soirées parisiennes. Olivia, 28 ans et un rien psychorigide, a deux obsessions : sauver la confiserie de ses parents et se trouver le mari idéal. À 26 ans Salma, jeune professeur d'histoire fougueuse, vit encore chez sa mère en banlieue. Elles ne se sont jamais rencontrées, jusqu’au jour où elles découvrent qu'elles sont demi-sœurs. Pour ces trois jeunes femmes qui n’ont rien en commun, la cohabitation promet d'être explosive.

## Fiche technique
- Titre : Demi-sœurs
- Réalisation : Saphia Azzeddine, François-Régis Jeanne
- Scénario : Saphia Azzeddine, François-Régis Jeanne
- Production : Capture the Flag Films, SND Groupe M6
- Photographie : Christophe Graillot
- Costumes : Liate Cohen
- Musique : Damien Bonnel, Hugo Gonzalez-Pioli
- Montage : Dimitri Amar
- Pays de production :  France
- Genre : Comédie
- Durée : 105 minutes
- Date de sortie : 
  - France : 30 mai 2018

## Distribution
|                                                                             |  |  |
| Les actrices Sabrina Ouazani et Alice David incarnent deux des demi-soeurs. |  |  |

- Sabrina Ouazani : Salma
- Alice David : Lauren
- Charlotte Gabris : Olivia
- Patrick Chesnais : le notaire
- Antoine Gouy : Benjamin
- Barbara Probst : Justine
- Ouidad Elma : Amal
- Romain Lancry : Matteo
- Tiphaine Daviot : Emmanuelle
- Anne Loiret : Marina
- Nicolas Bridet : Andrea
- Marion Lubat : Clélia
- Sam Karmann : Léo
- Meriem Serbah : la mère de Salma
- Valéria Cavalli : la mère d'Olivia
- Sophie Duez : la mère de Lauren
- Luana Duchemin : Victoire
- Ander Lafond : le beau voisin
- Aram Arakelyan : le poète
- Mademoiselle Agnès : mannequin séance photo
- Sarah Makharine : Camille